# Astrid Olofsdotter
Astrid Olofsdotter da Suécia (c. Uppsala, 1002/05 – Suécia, 1035) foi uma princesa sueca que foi rainha da Noruega como esposa de Olavo II da Noruega. Ela era a tataravó materna do imperador imperador Frederico I do Sacro Império Romano-Germânico, o primeiro da Dinastia de Hohenstaufen.

## Família
Astrid foi a filha do rei Olavo da Suécia, chamado "o Tesoureiro" e de sua amante, Edla, do povo obotrita.
Os seus avós paternos eram Érico VI da Suécia, chamado "o Vitorioso" e a lendária Sigride, a Orgulhosa (cujo segundo marido foi Sueno I da Dinamarca), segundo as sagas nórdicas. Historicamente, contudo, é possível que Sigride fosse a mesma pessoa que Svietoslava da Polônia, filha do duque Miecislau I da Polónia e da princesa Doubravaca da Boêmia. Já o pai de Edla e avô materno de Astrid pode ter sido um chefe tribal dos Lechitas dos Eslavos ocidentais que governava parte do território entre os rios Óder e Elba, hoje no estado alemão de Meclemburgo-Pomerânia Ocidental, ou, ainda, talvez fosse um conde de Vinland.
Astrid teve um irmão, o rei Emundo III da Suécia, e uma irmã, Holmfrida.
Por parte do casamento do pai com Estride dos Obotritas teve dois meio-irmãos: o rei Anundo Jacó da Suécia e a princesa Ingegerda da Suécia, esposa do grã-duque de Kiev, Jaroslau I, o Sábio.

## Biografia
Aparentemente, Astrid e os irmãos não eram bem tratados pela madrasta, a rainha Estride, e, portanto, foram enviados para serem cuidados por pais adotivos. No caso de Astrid, ela foi criada por um homem chamado Egil, em Västergötland.
Em 1016, foi decidido que a Suécia e a Noruega deveriam ter uma relação pacífica por meio de uma aliança de casamento. Nobres de ambos os países tentaram arranjar um casamento entre o rei cristão Olavo II da Noruega e a princesa Ingegerda, meia-irmã legítima de Astrid, porém, ela acabou se casando com o grão-duque de Kiev, Jaroslau. Portanto, Astrid se casou com o monarca norueguês em fevereiro de 1019, na cidade de Sarpsborg. Olavo II era filho do rei Haroldo da Grenlândia e de Åsta Gudbrandsdatter. Algumas fontes dizem que Astrid substituiu a irmã pois era o desejo do pai, enquanto outras dizem que o casamento aconteceu contra a vontade do pai, através da cooperação do rei Olavo e o jarl Ragnvald Ulfsson.
A rainha Astrid era descrita como bela, articulada e generosa, e querida pelos outros. O rei e a rainha tiveram apenas uma filha juntos, Vulfida, esposa do duque Ordulfo da Saxônia. Astrid também foi madrasta do filho ilegítimo e sucessor do marido, Magno I da Noruega, com quem tinha um bom relacionamento. A mãe de Magno era Alfhild, escrava de Astrid.
Em 1026, Olavo perdeu a Batalha de Helgeå no mar contra as forças anglo-dinamarquesas do rei Canuto II da Dinamarca. Embora o rei norueguês tenha tido sucesso no começo do embate, ele bateu em retirada, escolhendo não arriscar perder muito dos seus homens, já que Canuto tinha mais navios. Os nobres da Noruega apoiaram o rei Canuto que desejava o trono da Noruega. Olavo, então, foi obrigado a se exilar na Rússia de Kiev, tendo levado consigo a amante, Alfhild, e o filho deles, Magno. Não se sabe se a esposa e filha o acompanharam também, mas, em 1028, quando o rei foi deposto, os três foram para a Suécia. Após tentar recuperar o trono no ano seguinte, ele foi morto durante a Batalha de Stiklestad, lutando contra alguns de seus próprios súditos.
Morando no seu país natal, ela tinha uma alta posição. Quando o seu enteado, Magno, visitou a cidade de Sigtuna a caminho da Noruega para reivindicar o trono, a antiga rainha lhe deu o seu apoio oficial, e encorajou a Suécia a fazer o mesmo. Em seus poemas, o poeta islandês Sigvatr Þórðarson, presta homenagem a Astrid pelos esforços que ela fez na Suécia para conseguir com que o exército sueco apoiasse Magno antes da sua viagem para a Noruega. Nesse contexto, Astrid certamente também poderia influenciar o rei sueco, Anundo Jacó, que era seu meio-irmão, ele próprio sendo um oponente do poder real dinamarquês na Noruega. Segundo o poeta, Astrid apareceu publicamente no parlamento de Hangrar (um lugar desconhecido perto de Sigtuna), onde apresentou o caso de Magno, e alistou apoiantes. Outra estrofe enfatiza fortemente a dívida de gratidão que Magno tem para com sua madrasta. Isso significa que Astrid deve ter sido uma mulher ativa e influente, certamente os mesmos traços que também caracterizam partes da história sobre seu casamento.
Astrid faleceu aproximadamente em 1035, e o seu local de enterro é desconhecido, embora talvez seja em Främmestad, na comuna sueca de Essunga.

## Descendência
- Vulfida da Noruega (c. 1020 – 24 de maio de 1071), foi a priemira esposa do duque Ordulfo da Saxônia, com quem teve um filho, Magno I da Saxónia, o último da Dinastia de Bilunga. Através de Magno, Vulfida era trisavó do imperador Frederico I do Sacro Império Romano-Germânico, conhecido como Barba Ruiva.

## Legado

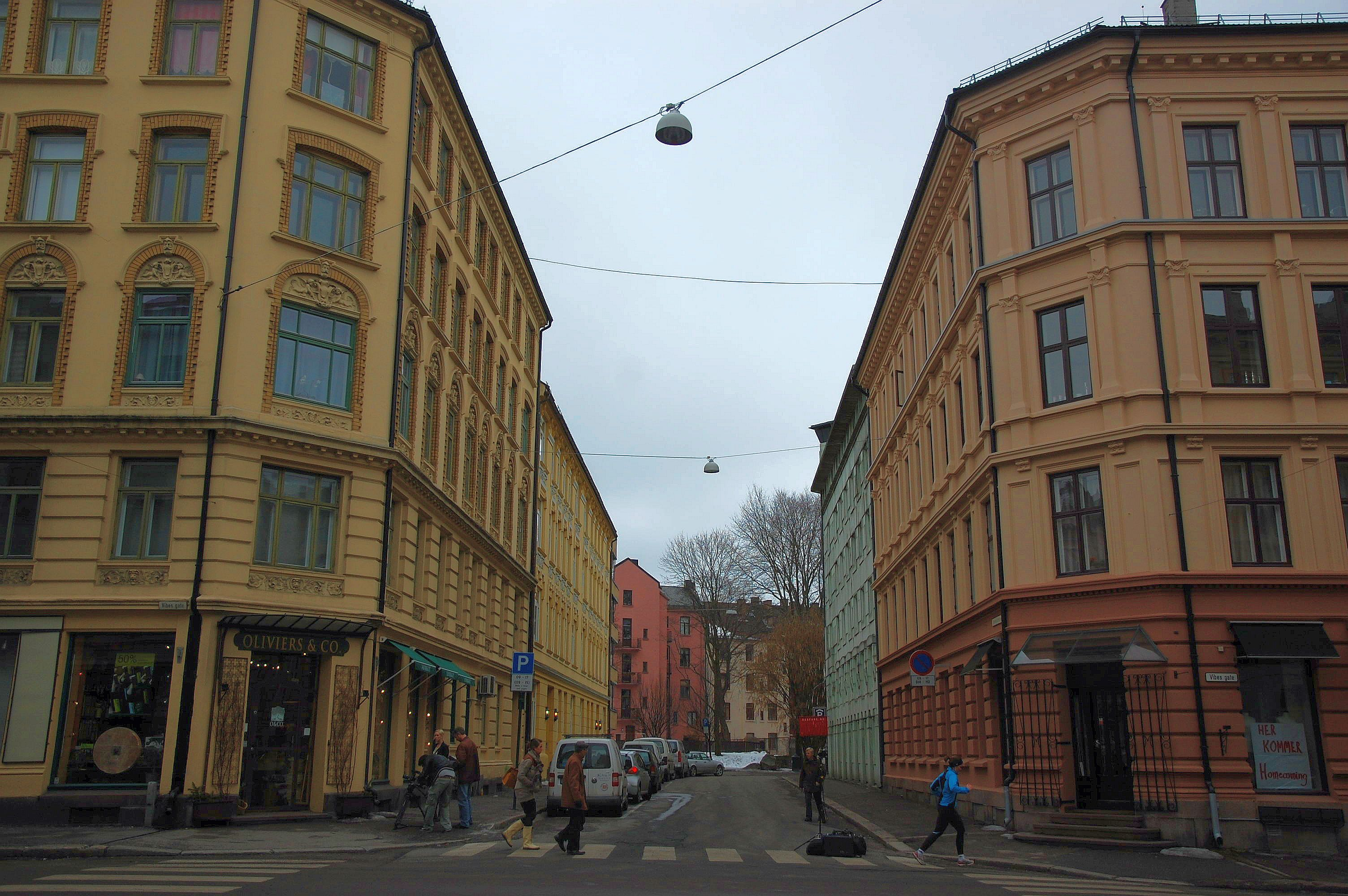
A rua em Oslo.

Há uma rua chamada Portão da Rainha Astrid (em norueguês:  Dronning Astrids gate) em Oslo, capital da Noruega.